# Skidåkning för rörelsehindrade vid olympiska vinterspelen 1988
Skidåkning för rörelsehindrade vid olympiska vinterspelen 1988 var olympisk demonstrationssport vid olympiska vinterspelen 1988'.  Till skillnad från de paralympiska tävlingarna i Innsbruck, Österrike, demonstrerades dessa tävlingar under olympiska vinterspelen.

## Medaljställning
| Placering | Land         | 1 | 2 | 3 | Totalt |
| --------- | ------------ | - | - | - | ------ |
| 1         | USA          | 1 | 2 | 1 | 4      |
| 2         | Österrike    | 1 | 0 | 1 | 2      |
| 2         | Norge        | 1 | 0 | 1 | 2      |
| 4         | Västtyskland | 1 | 0 | 0 | 1      |
| 5         | Finland      | 0 | 1 | 0 | 1      |
| 5         | Sverige      | 0 | 1 | 0 | 1      |
| 7         | Schweiz      | 0 | 0 | 1 | 1      |

## Herrar

### Modifierad storslalom för amputerade ovan knäna
21 februari 1988
| Placering | Åkare                 | Poäng   |
| 1         | Alexander Spitz (FRG) | 1'21"10 |
| 2         | Greg Mannino (USA)    | 1'22"87 |
| 3         | Fritz Berger (SUI)    | 1'25"60 |

### 5 kilometer längdskidåkning (för synskadade)
17 februari 1988
| Placering | Åkare                   | Poäng   |
| 1         | Hans Anton Aalien (NOR) | 18'51"2 |
|           | A. Homb (guide)         |         |
| 2         | Ake Petterson (SWE)     | 19'29"7 |
|           | R. Stridh (guide)       |         |
| 3         | Asmund Tveit (NOR)      | 19'48"6 |
|           | K. Ulvang (guide)       |         |

## Damer

### Modifierad storslalom för amputerade ovan knäna
21 februari 1988
| Placering | Åkare               | Poäng   |
| 1         | Diana Golden (USA)  | 1'26"41 |
| 2         | Cathy Gentile (USA) | 1'32"86 |
| 3         | Martha Hill (USA)   | 1'34"87 |

### 5 kilometer längdskidåkning (för synskadade)
17 februari 1988
| Placering | Åkare                   | Poäng   |
| 1         | Veronika Preining (AUT) | 22'56"3 |
|           | S. Haberl (guide)       |         |
| 2         | Kirsti Pennanen (FIN)   | 23'00"1 |
|           | Viljaharju (guide)      |         |
| 3         | Margret Heger (AUT)     | 26'59"3 |
|           | M. Pucher (guide)       |         |